# شهرك قدس (بمبور الشرقي)
شهرك قدس (بالفارسية: شهرک قدس) هي قرية تقع في إيران في قسم بمبور الشرقي الريفي. يقدر عدد سكانها بـ 89 نسمة بحسب إحصاء 2016.